# Pedro Santana, Elías Piña
Pedro Santana je mesto v provinci Elías Piña v Dominikanski republiki. Nahaja se neposredno ob meji s Haitijem. 